# 대장염
대장염(大腸炎, 영어: colitis)은 결장에 나타나는 염증을 가리키며, 대장(결장, 맹장, 직장)의 염증을 기술하는데 자주 사용된다. 대장 카타르라고도 한다.

## 증상 및 징후
대장염의 증상과 징후는 대장염의 원인과 요인에 따라 매우 다양하다.
대장염의 증상으로는 다음을 포함한다: 복통, 식욕 저하, 피로, 설사, 경련, 초조함, 위확대증
징후로는 다음을 포함한다: 복부 압통, 체중 저하, 배변 습관의 변화 (주기의 증가), 발열, 배변 시 출혈, 설사, 팽창.

## 종류
병인에 따른 분류
- 자기면역성(autoimmune)
- 특발성(idiopathic)
- 의원성(latrogenic)
- 혈관병(vascular disease)
- 감염병(infectious)
- 분류 불가(unclassifiable colitides)

일반 분류
- 출혈성(haemorrhagic)
- 괴사성(necrotizing enterocolitis)
- 위막성(pseudomembranous)

## 같이 보기
- 위장병학